# Porto Cervo
Porto Cervo is een plaats (frazione) in de Italiaanse gemeente Arzachena.